# Serie B 2021-2022 (pallavolo)
La Serie B 2021-2022 si è svolta dal 16 ottobre 2021 al 29 maggio 2022: al torneo hanno partecipato centotrentuno squadre di club italiane e una squadra di club sammarinese.

## Regolamento

### Formula
Le squadre, divise in undici gironi, hanno disputato un girone all'italiana, con gare di andata e ritorno, per un totale di ventidue giornate. Al termine della regular season:
- Le prime due classificate di ciascun girone hanno acceduto ai play-off promozione.
- Le squadre classificate al nono e al decimo posto di ogni girone, nel caso di distacco non superiore ai due punti, hanno acceduto ai play-out retrocessione; nel caso di maggior distacco la squadra decima classificata è retrocessa in Serie C.
- Le squadre classificate all'undicesimo e dodicesimo posto di ogni girone sono retrocesse in serie C.

I play-off promozione strutturati in semifinali e finale si sono giocati con gare di andata e ritorno (in caso di parità di punti dopo le due partite è stato disputato un golden set). 
Le squadre sono state divise in due rami, il ramo A che ha accolto le squadre dei gironi A, B, C, D, E ed F e il ramo B per i gironi G, H, I, L ed M che hanno avuto uno svolgimento indipendente. Per il ramo B hanno acceduto alla finale le cinque squadre vincenti le semifinali e la migliore delle perdenti.
I play-out retrocessione si sono giocati con gare di andata e ritorno (in caso di parità di punti dopo le due partite è stato disputato un golden set); le squadre perdenti sono retrocesse in Serie C.

### Criteri di classifica
Se il risultato finale è stato di 3-0 o 3-1 sono stati assegnati 3 punti alla squadra vincente e 0 a quella sconfitta, se il risultato finale è stato di 3-2 sono stati assegnati 2 punti alla squadra vincente e 1 a quella sconfitta.
L'ordine del posizionamento in classifica è stato definito in base a:
- Punti;
- Numero di partite vinte;
- Ratio dei set vinti/persi;
- Ratio dei punti realizzati/subiti.

## Squadre partecipanti

### Girone A
- ADMO
- Alto Canavese
- Arti e Mestieri
- Colombo Genova
- CUS Genova
- La Bollente
- Laghezza
- Novi
- Sant'Anna
- Sitting Chieri '76
- Valdimagra
- Valli di Lanzo

### Girone B
- Besanese
- Caronno Pertusella
- Diavoli Rosa II
- Gonzaga Giovani
- PAVIC
- PCG Bresso
- Milano II
- Saronno
- Scanzorosciate
- Volleymania Nembro
- Yaka
- ZeroQuattro

### Girone C
- Argentario
- Beach Club Offanengo
- Bolghera
- Canottieri Ongina
- Cazzago
- Dossobuono
- Gabbiano Mantova
- Grassobbio
- Lagaris
- Trentino II
- Veneto
- Valtrompia

### Girone D
- Aduna Padova
- Cornedo
- CUS Trieste
- Il Pozzo
- Massanzago
- Monselice
- Olimpia Zanè
- Padova II
- Portogruaro
- Silvolley
- Treviso
- Valsugana

### Girone E
- Anderlini
- Energy Parma
- Forlì
- Modena II
- Porto Robur Costa II
- 4 Torri Ferrara
- Rubicone In Volley
- San Martino
- Sassuolo
- Stadium Mirandola
- Viadana
- Villa d'Oro

### Girone F
- Arno
- Civita Castellana
- Era
- Foligno
- Iacact[3]
- InterVolley Foligno
- Lupi Santa Croce II
- Invicta
- Orte
- Prato
- San Giustino
- Sir Safety Perugia II

### Girone G
- Alba Adriatica
- Ankon
- Dinamo Bellaria
- Libertas Osimo
- Macerata
- Montesi
- Nova Loreto
- Nuova Consolini
- Potentino
- Sabini
- San Marino
- Volley '79

### Girone H
- Airone
- Casalbertone
- CUS Cagliari
- Fenice Roma
- Fiumicino
- Lazio
- Olimpia Sant'Antioco
- Roma Club
- Roma 7
- Sarroch
- Silvio Pellico 3P
- Virtus Roma

### Girone I
- Anguillara
- Casoria
- Elisa Pomigliano
- Genzano
- Ischia
- Marino
- Meta
- Monterotondo
- Nuova Olimpica
- Rione Terra
- Team Napoli
- Virtus Paglieta

### Girone L
- Area Brutia
- Bari
- Green Galatone
- Grottaglie
- Leverano
- Manzoni
- Materdomini
- Molfetta
- New Gioia
- Pag Taviano
- Revolution Turi
- Spike Devils

### Girone M
- Aquila Bronte
- Callipo II
- Volley Catania
- Cinquefrondi
- Gupe
- Letojanni
- Next Atlas
- Paomar Siracusa
- Papiro
- Partinico
- Universal Catania
- Volo International

## Torneo

### Play-off promozione

#### Ramo A (gironi A-B-C-D-E-F)

##### Tabellone
|  | Semifinali | Semifinali        | Semifinali | Semifinali |  |  | Finale | Finale            | Finale | Finale |  |
|  |            |                   |            |            |  |  |        |                   |        |        |  |
|  | 2B         | Saronno           | 3          | 3          |  |  |        |                   |        |        |  |
|  | 1A         | La Bollente       | 0          | 2          |  |  | 2B     | Saronno           | 3      | 2      |  |
|  | 2A         | Alto Canavese     | 1          | 0          |  |  | 1B     | Scanzorosciate    | 0      | 3      |  |
|  | 1B         | Scanzorosciate    | 3          | 3          |  |  |        |                   |        |        |  |
|  | 2D         | Massanzago        | 0          | 0          |  |  |        |                   |        |        |  |
|  | 1C         | Gabbiano Mantova  | 3          | 3          |  |  | 1C     | Gabbiano Mantova  | 1      | 1      |  |
|  | 2C         | Canottieri Ongina | 3          | 0          |  |  | 1D     | Monselice         | 3      | 3      |  |
|  | 1D         | Monselice         | 1          | 3          |  |  |        |                   |        |        |  |
|  | 2F         | Arno              | 2          | 0          |  |  |        |                   |        |        |  |
|  | 1E         | Stadium Mirandola | 3          | 3          |  |  | 1E     | Stadium Mirandola | 3      | 3      |  |
|  | 2E         | Viadana           | 0          | 1          |  |  | 1F     | San Giustino      | 0      | 2      |  |
|  | 1F         | San Giustino      | 3          | 3          |  |  |        |                   |        |        |  |

##### Risultati

###### Semifinali
| Andata |                                |     |                                  |
|        |                                |     |                                  |
| 07-05  | Saronno - La Bollente          | 3-0 | 25-23, 25-12, 25-21              |
| 07-05  | Alto Canavese - Scanzorosciate | 1-3 | 16-25, 26-24, 20-25, 22-25       |
| 07-05  | Massanzago - Gabbiano Mantova  | 0-3 | 18-25, 15-25, 19-25              |
| 07-05  | Canottieri Ongina - Monselice  | 3-1 | 25-20, 19-25, 25-22, 25-22       |
| 07-05  | Arno - Stadium Mirandola       | 2-3 | 18-25, 26-24, 24-26, 25-17, 9-15 |
| 07-05  | Viadana - San Giustino         | 0-3 | 18-25, 20-25, 19-25              |

| Ritorno |                                |     |                                       |
|         |                                |     |                                       |
| 14-05   | La Bollente - Saronno          | 2-3 | 25-23, 25-23, 24-26, 23-25, 13-15     |
| 14-05   | Scanzorosciate - Alto Canavese | 3-0 | 29-27, 29-27, 25-19                   |
| 14-05   | Gabbiano Mantova - Massanzago  | 3-0 | 25-16, 25-15, 25-21                   |
| 14-05   | Monselice - Canottieri Ongina  | 3-0 | 25-17, 25-19, 25-19 Golden set: 18-16 |
| 14-05   | Stadium Mirandola - Arno       | 3-0 | 25-19, 25-20, 26-24                   |
| 15-05   | San Giustino - Viadana         | 3-1 | 25-23, 21-25, 25-21, 25-21            |

###### Finale
| Andata |                                  |     |                            |
|        |                                  |     |                            |
| 21-05  | Saronno - Scanzorosciate         | 3-0 | 25-18, 27-25, 25-22        |
| 21-05  | Gabbiano Mantova - Monselice     | 1-3 | 18-25, 25-17, 25-22, 20-25 |
| 21-05  | Stadium Mirandola - San Giustino | 3-0 | 25-18, 25-20, 25-16        |

| Ritorno |                                  |     |                                   |
|         |                                  |     |                                   |
| 28-05   | Scanzorosciate - Saronno         | 3-2 | 25-21, 25-20, 21-25, 18-25, 15-11 |
| 28-05   | Monselice - Gabbiano Mantova     | 3-1 | 25-18, 25-15, 20-25, 25-20        |
| 28-05   | San Giustino - Stadium Mirandola | 2-3 | 25-22, 21-25, 19-25, 25-21, 10-15 |

#### Ramo B (gironi G-H-I-L-M)

##### Tabellone
|  | Semifinali | Semifinali  | Semifinali | Semifinali |  |  | Finale | Finale      | Finale | Finale |  |
|  |            |             |            |            |  |  |        |             |        |        |  |
|  | 2I         | Rione Terra | 1          | 2          |  |  |        |             |        |        |  |
|  | 1H         | Roma Club   | 3          | 3          |  |  | 1H     | Roma Club   | 3      | 0      |  |
|  | 2G         | Macerata    | 1          | 0          |  |  | 1I     | Team Napoli | 2      | 3      |  |
|  | 1I         | Team Napoli | 3          | 3          |  |  |        |             |        |        |  |
|  | 2M         | Next Atlas  | 1          | 0          |  |  |        |             |        |        |  |
|  | 1L         | Bari        | 3          | 3          |  |  | 2L     | New Gioia   | 1      | 3      |  |
|  | 2L         | New Gioia   | 3          | 2          |  |  | 1L     | Bari        | 3      | 1      |  |
|  | 1M         | Letojanni   | 1          | 3          |  |  |        |             |        |        |  |
|  |            |             |            |            |  |  |        |             |        |        |  |
|  |            |             |            |            |  |  | 1M     | Letojanni   | 3      | 3      |  |
|  | 2H         | Lazio       | 3          | 3          |  |  | 2H     | Lazio       | 2      | 0      |  |
|  | 1G         | Ankon       | 1          | 1          |  |  |        |             |        |        |  |

##### Risultati

###### Semifinali
| Andata |                         |     |                            |
|        |                         |     |                            |
| 08-05  | Lazio - Ankon           | 3-1 | 25-17, 24-26, 35-33, 25-20 |
| 07-05  | Rione Terra - Roma Club | 1-3 | 19-25, 21-25, 25-18, 17-25 |
| 07-05  | Macerata - Team Napoli  | 1-3 | 19-25, 13-25, 25-23, 22-25 |
| 07-05  | Next Atlas - Bari       | 1-3 | 25-23, 23-25, 21-25, 13-25 |
| 07-05  | New Gioia - Letojanni   | 3-1 | 25-27, 25-21, 25-15, 25-22 |

| Ritorno |                         |     |                                  |
|         |                         |     |                                  |
| 14-05   | Ankon - Lazio           | 1-3 | 25-27, 24-26, 25-16, 17-25       |
| 14-05   | Roma Club - Rione Terra | 3-2 | 19-25, 25-16, 25-22, 15-12       |
| 14-05   | Team Napoli - Macerata  | 3-0 | 25-17, 25-16, 25-22              |
| 15-05   | Bari - Next Atlas       | 3-0 | 25-15, 25-16, 29-27              |
| 14-05   | Letojanni - New Gioia   | 3-2 | 25-20, 20-25, 26-24, 22-25, 15-5 |

###### Finale
| Andata |                         |     |                                   |
|        |                         |     |                                   |
| 22-05  | Roma Club - Team Napoli | 3-2 | 25-14, 26-24, 22-25, 21-25, 18-16 |
| 21-05  | New Gioia - Bari        | 1-3 | 17-25, 25-27, 25-23, 23-25        |
| 21-05  | Letojanni - Lazio       | 3-2 | 26-28, 25-18, 25-18, 24-26, 15-13 |

| Ritorno |                         |     |                                              |
|         |                         |     |                                              |
| 28-05   | Team Napoli - Roma Club | 3-0 | 25-20, 25-18, 25-22                          |
| 28-05   | Bari - New Gioia        | 1-3 | 20-25, 19-25, 25-22, 22-25 Golden set: 15-12 |
| 29-05   | Lazio - Letojanni       | 0-3 | 24-26, 17-25, 20-25                          |

### Play-out retrocessione

#### Tabellone
|  | Finale |            |   |   |  |
|  |        |            |   |   |  |
|  | 10C    | Cazzago    | 3 | 0 |  |
|  | 9C     | Argentario | 0 | 3 |  |

|  | Finale |              |   |   |  |
|  |        |              |   |   |  |
|  | 10D    | Aduna Padova | 2 | 0 |  |
|  | 9D     | Valsugana    | 3 | 3 |  |

|  | Finale |                      |   |   |  |
|  |        |                      |   |   |  |
|  | 10E    | Porto Robur Costa II | 3 | 2 |  |
|  | 9E     | Sassuolo             | 0 | 3 |  |

#### Risultati
| Andata |                                 |     |                                   |
|        |                                 |     |                                   |
| 08-05  | Cazzago - Argentario            | 3-0 | 25-23, 26-24, 25-15               |
| 07-05  | Aduna Padova - Valsugana        | 2-3 | 25-23, 24-26, 18-25, 25-17, 20-22 |
| 08-05  | Porto Robur Costa II - Sassuolo | 3-0 | 25-14, 25-19, 25-19               |

| Ritorno |                                 |     |                                       |
|         |                                 |     |                                       |
| 14-05   | Argentario - Cazzago            | 3-0 | 30-28, 25-23, 25-23 Golden set: 15-10 |
| 14-05   | Valsugana - Aduna Padova        | 3-0 | 25-23, 25-19, 25-23                   |
| 14-05   | Sassuolo - Porto Robur Costa II | 3-2 | 22-25, 25-21, 25-13, 20-25, 15-11     |

## Verdetti

### Squadre promosse
- Bari
- Letojanni
- Monselice
- Saronno
- Stadium Mirandola
- Team Napoli

### Squadre retrocesse
- ADMO
- Aduna Padova
- Airone
- Alba Adriatica
- Area Brutia
- Arti e Mestieri
- Besanese
- Callipo II
- Volley Catania
- Cazzago
- Colombo Genova
- CUS Trieste
- Dinamo Bellaria
- Foligno
- Gonzaga Giovani
- Gupe
- Iacact

- Ischia
- Lagaris
- Manzoni
- Marino
- Modena II
- Olimpia Sant'Antioco
- Orte
- Padova II
- Pag Taviano
- PAVIC
- Potentino
- 4 Torri Ferrara
- Sassuolo
- Silvio Pellico 3P
- Veneto
- Virtus Paglieta